# Стоян Камилски
Стоян (Наню) Вълчев Махеров, известен като Камилски, и Махерата, е български революционер, одрински деец на Вътрешната македоно-одринска революционна организация.

## Биография
Стоян Камилски е роден в малкотърновското село Камилите, тогава в Османската империя. Получава основно образование. Присъединява се към ВМОРО и от пролетта на 1902 година е четник при Георги Кондолов. През февруари 1903 година е в четата на Михаил Герджиков и участва в опита за атентат при гара Синекли.
Делегат е на конгреса на Петрова нива през 1903 година, на който е определен за войвода на ІІІ цикнихорски революционен участък. При последвалото Илинденско-Преображенско въстание участва в нападението на гарнизона в Цикнихор.
При избухването на Балканската война в 1912 година е доброволец в Македоно-одринското опълчение в трета рота на осма костурска дружина.
Умира на 8 юни 1938 година във Варна.